# Fanefjord Kirke

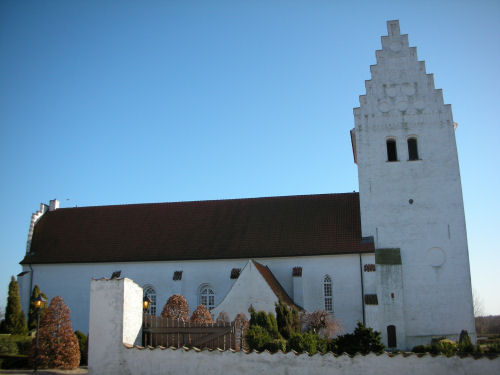
Fanefjord Kirke

Die Fanefjord Kirke liegt im äußersten Westen auf der dänischen Insel Møn, weithin sichtbar auf einer Anhöhe am Ende des Fanefjordes, einer Art Förde. Sie gehört zum Bistum Roskilde der evangelisch-lutherischen Volkskirche Dänemarks.
Der Fanefjord erhielt seinen Namen nach dem in der nahegelegenen, knapp 100 m langen Langbett „Grönsalen“. Unter dessen westlichem Stein ruht angeblich eine Königin namens Fane, unter dem östlichen ihr Ehemann Grøn der Jäger.

## Architektur und Ausstattung

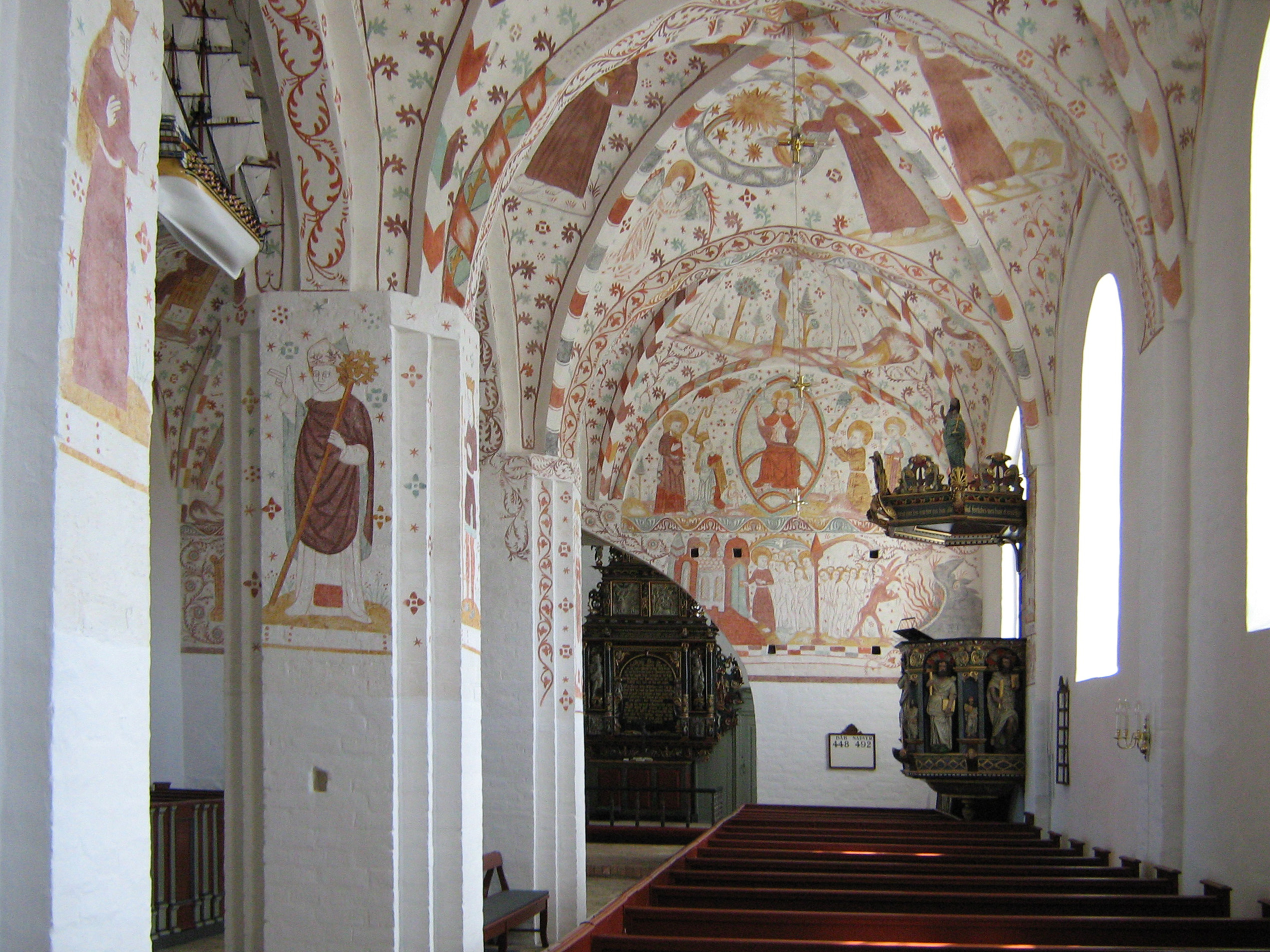
Nördliches Schiff mit Kanzel

Die Kirche ist ein Backsteinbau und besteht aus dem Kirchenschiff, einem Turm im Westen und einer Vorhalle im Norden. Die Wände sind von außen weiß getüncht, die Dächer von Schiff und Turm mit roten Ziegeln gedeckt.
Das ungewöhnlich große Schiff mit einer seitlichen Mauerhöhe von etwa 7 m stammt aus der letzten Hälfte des 13. Jahrhunderts. Es hat eine ältere Westseite und eine jüngere dreiseitig geschlossene Ostpartie. Ursprünglich war am Schiff ein schmalerer Chor angeschlossen, dessen Lage auf der Ostseite des Triumphbogens noch erkennbar ist. Nach dem Jahr 1500 wurde dieser Chor bei der Verlängerung des Schiffes im spätgotischen Stil durch den heutigen ersetzt, und Turm und Vorhalle wurden angebaut. Das Schiff und der Turm haben hohe gerade Staffelgiebel bekommen. Der Turm hat drei Stockwerke, das Glockengeschoss hat auf allen vier Seiten zwei schmale Schalllöcher.
Drei Pfeiler teilen das Langhaus in zwei Schiffe und vier Joche. Auch wenn die heutigen Gewölbe erst vom Umbau um 1500 stammen, war die Kirche wohl von Anfang an eingewölbt. Nur das Fenster im westlichen Joch des nördlichen Schiffes ist ursprünglich, die anderen Fenster stammen vom spätgotischen Umbau.
Der Altartisch ist neu, das Altarbild im Stil der Spätrenaissance ist aus dem Jahr 1634, die Kanzel aus dem Jahr 1645. Das Taufbecken ist spätromanisch und aus Gotland, die Taufschale von 1956.

## Wandmalereien
Die Kirche hat Wandmalereien aus zwei Epochen. Die Gemälde am Triumphbogen stammen etwa von 1350; die Gemälde am Gewölbe und an den Wänden und Pfeilern stammen vom sogenannten Elmelunde-Meister und seiner Werkstatt von etwa 1500, sie sind die Hauptsehenswürdigkeiten der Kirche.
Die Malereien wurden nach der Reformation übertüncht, 1927 wiederentdeckt, von 1929 bis 1931 freigelegt und zwischen 1932 und 1934 und dann erneut von 2008 bis 2009 restauriert.
Eine in der Kirche ausgelegte Broschüre beschreibt die Malereien und das historische Inventar in deutscher Sprache.

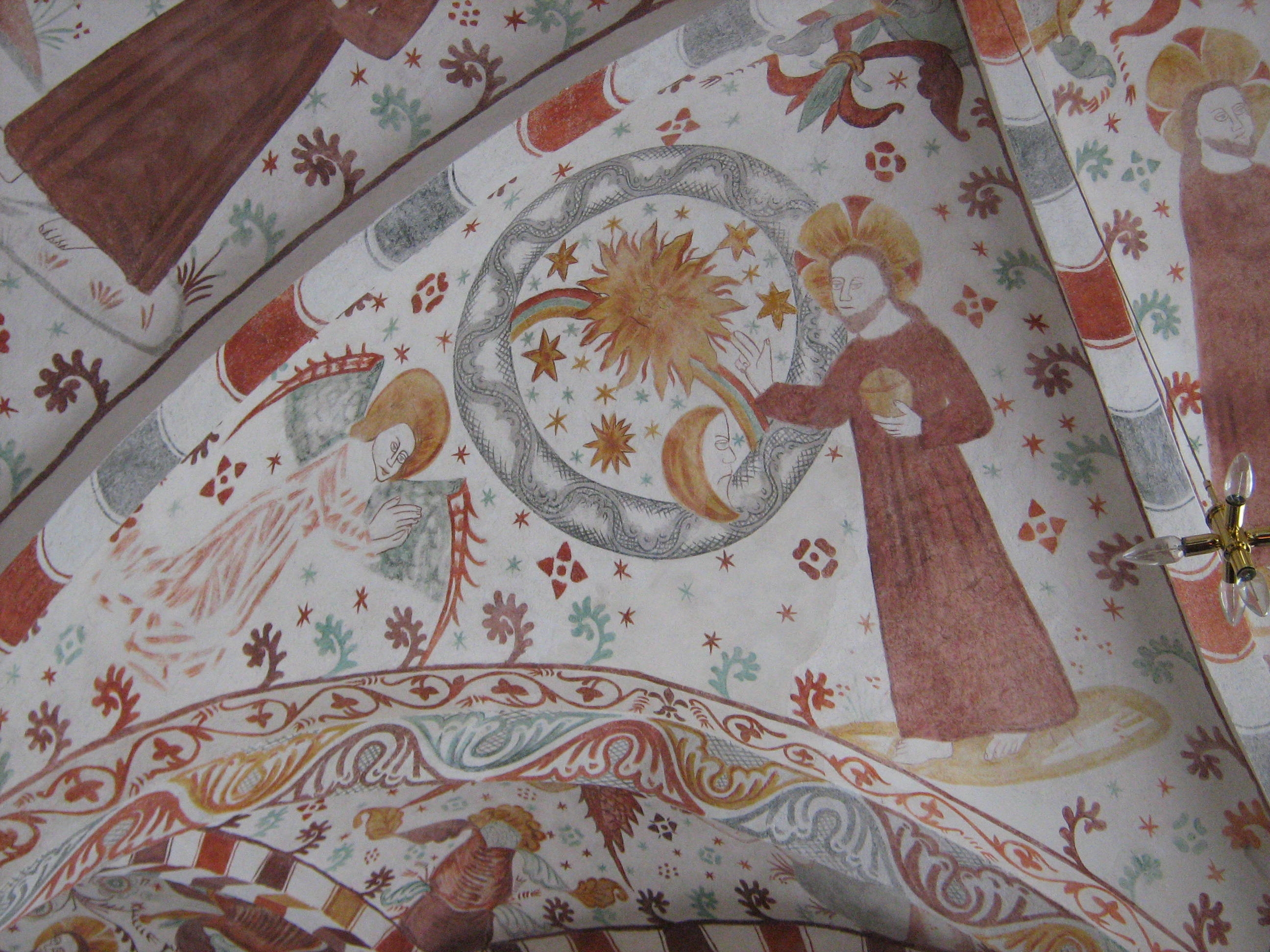
Gott erschafft Sonne, Mond und Sterne
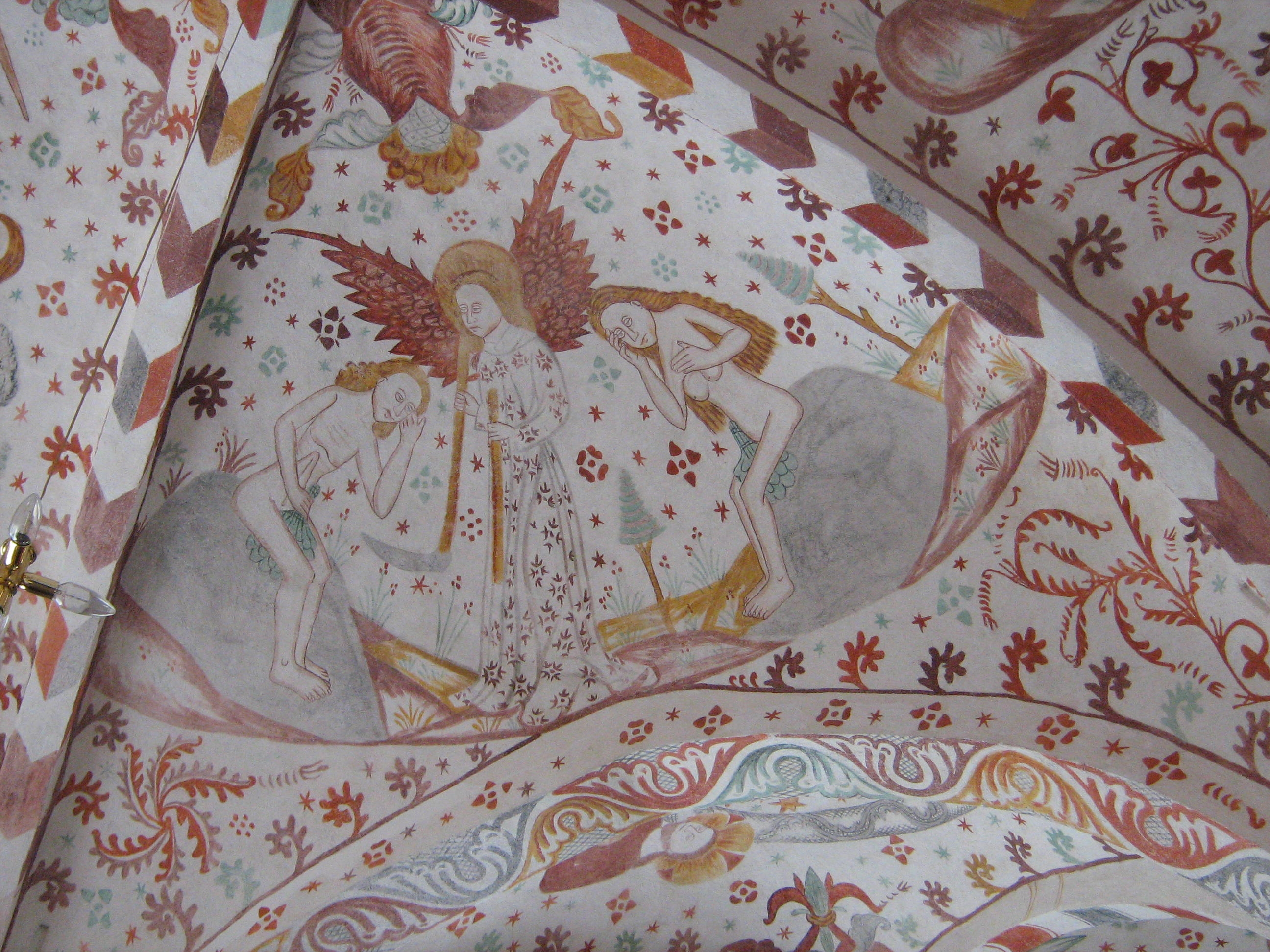
Adam und Eva
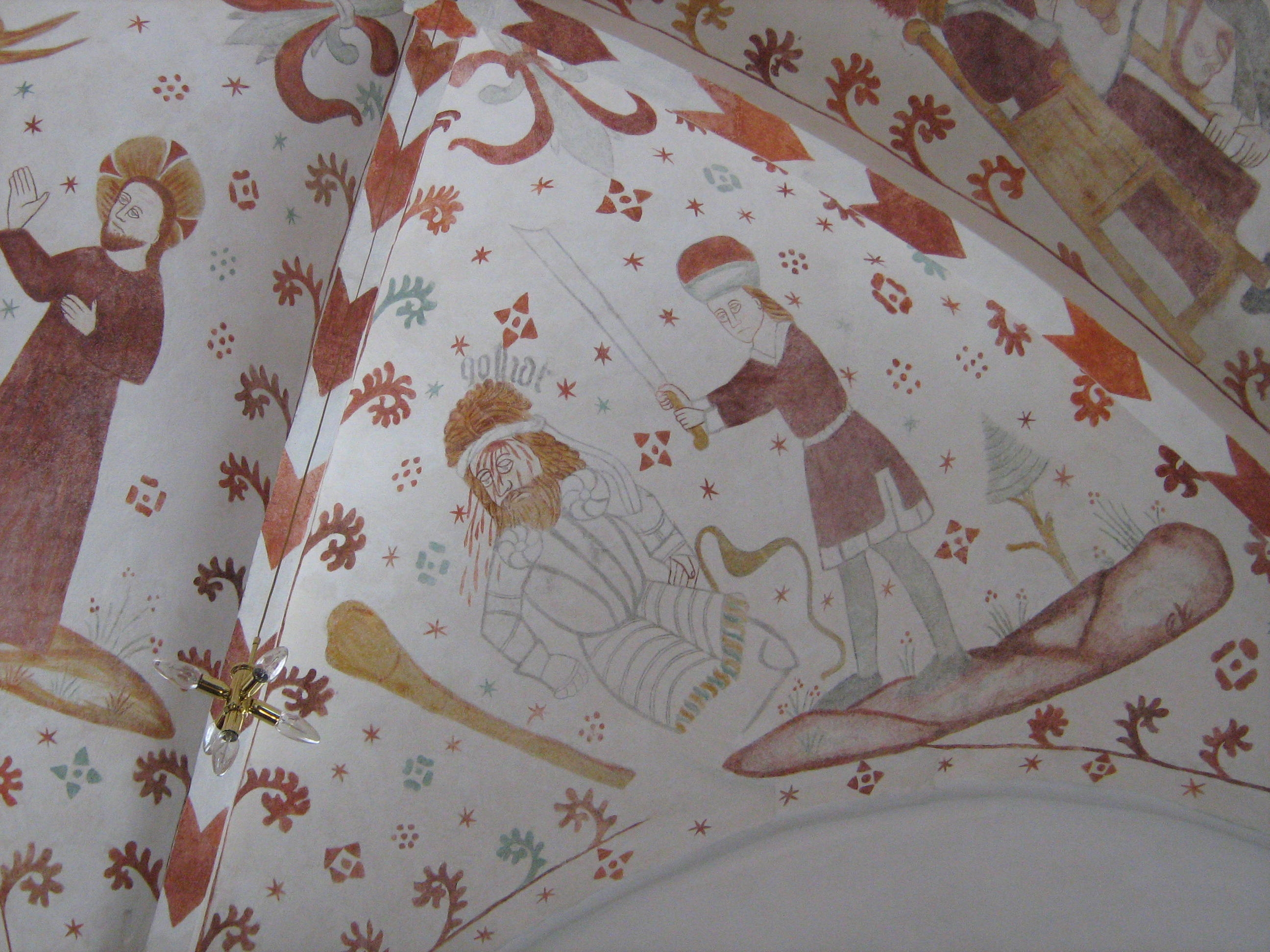
David und Goliath
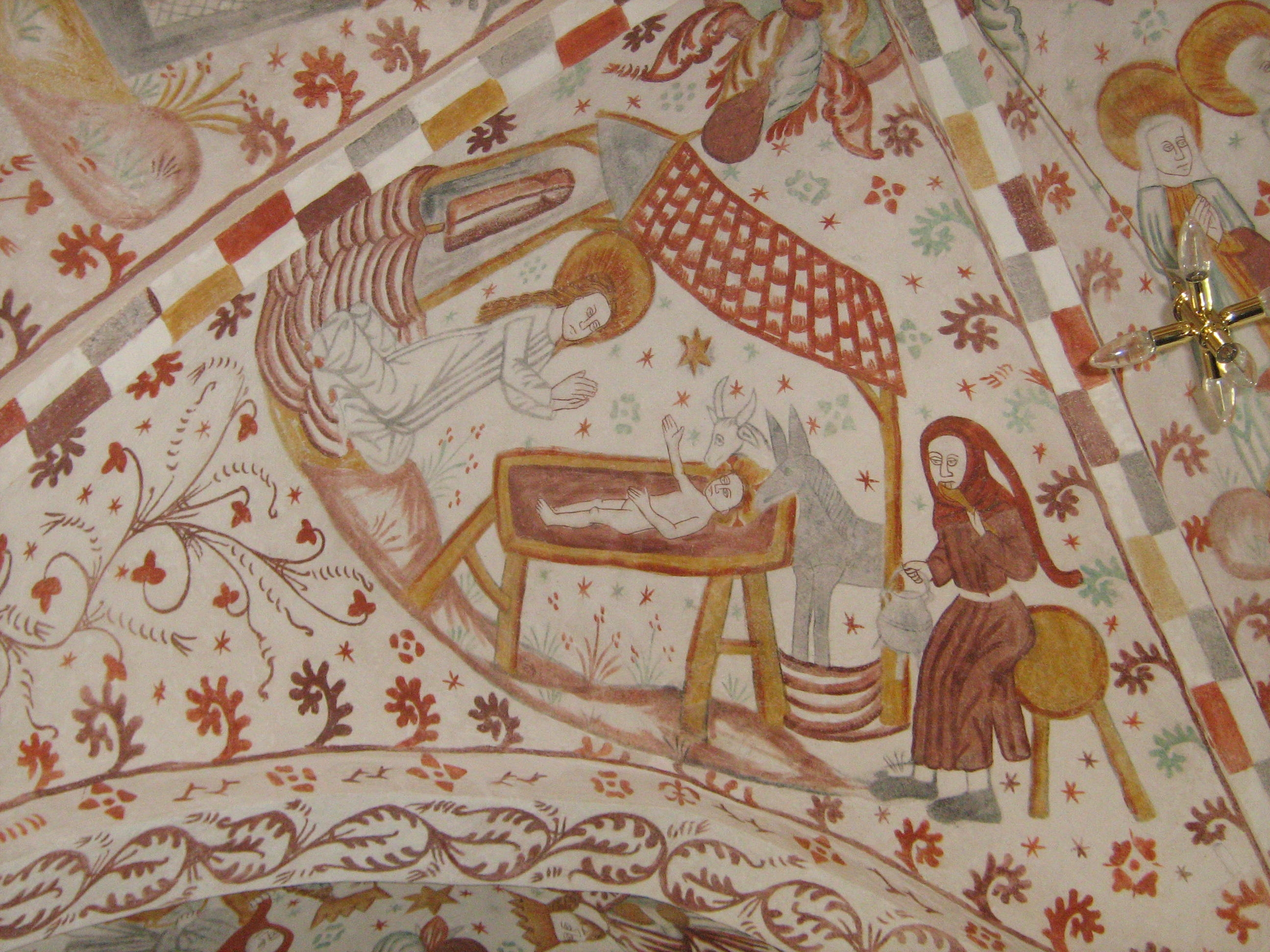
Jesu Geburt
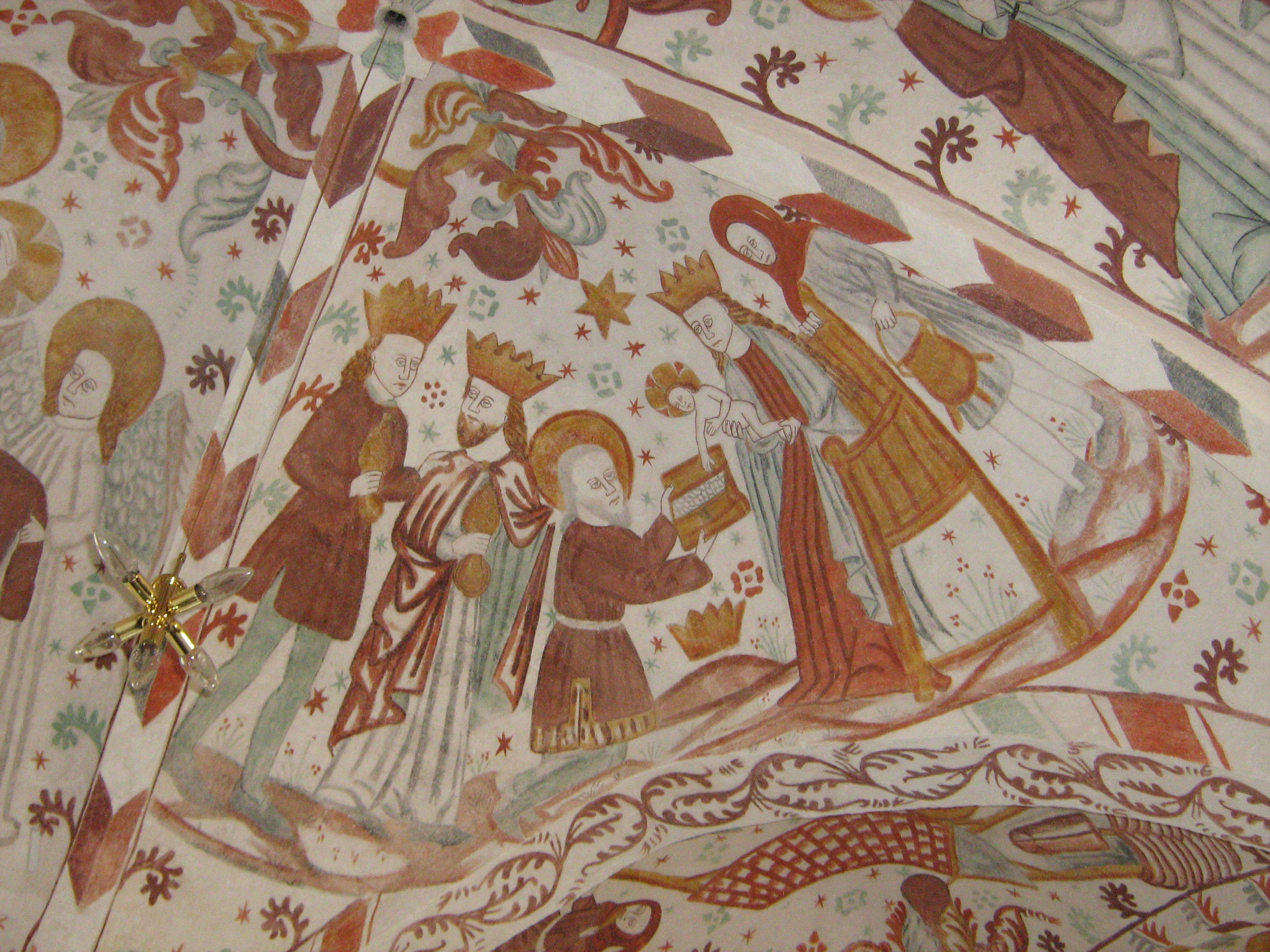
Die Heiligen Drei Könige
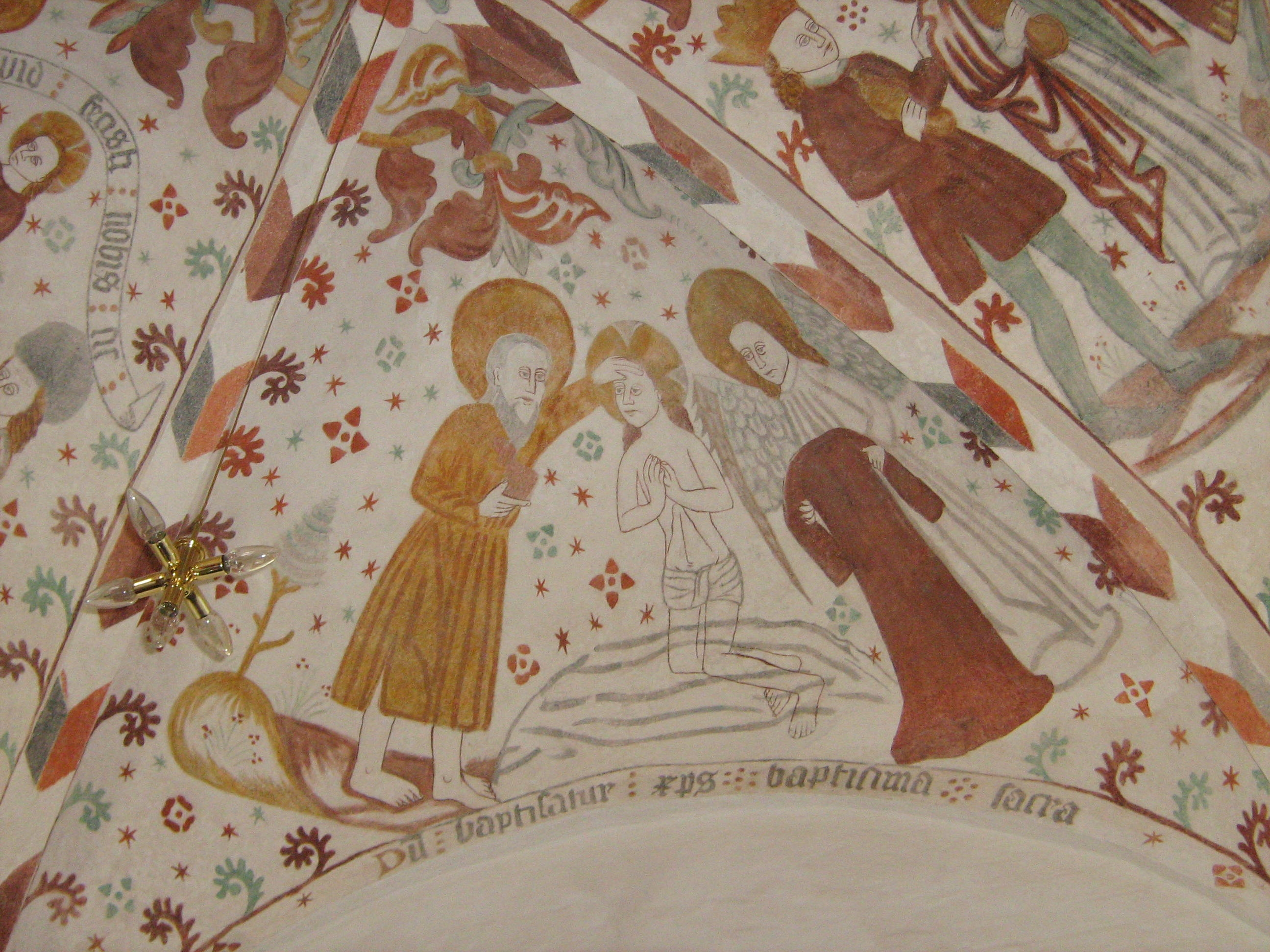
Jesu Taufe
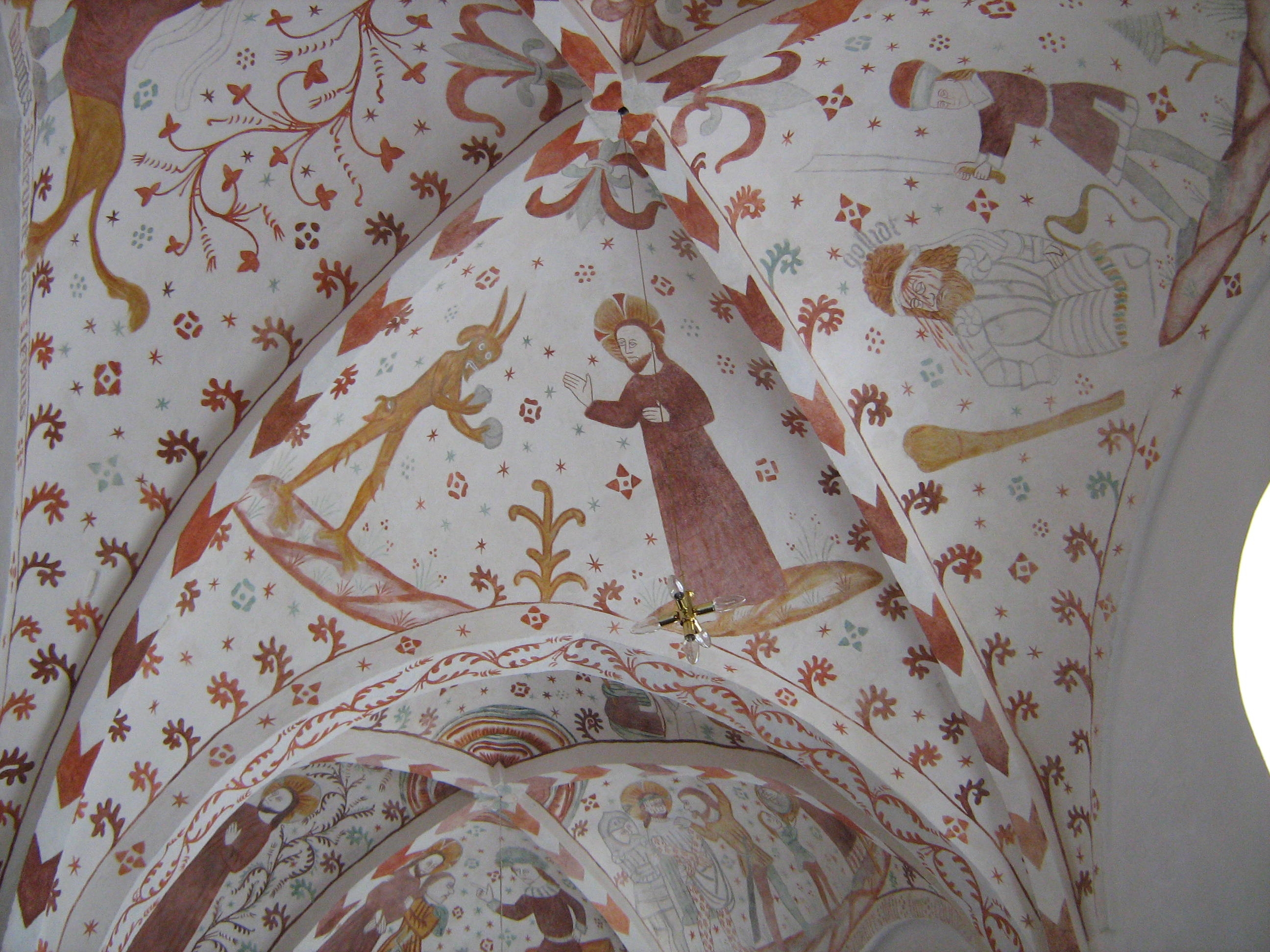
Jesu Versuchung
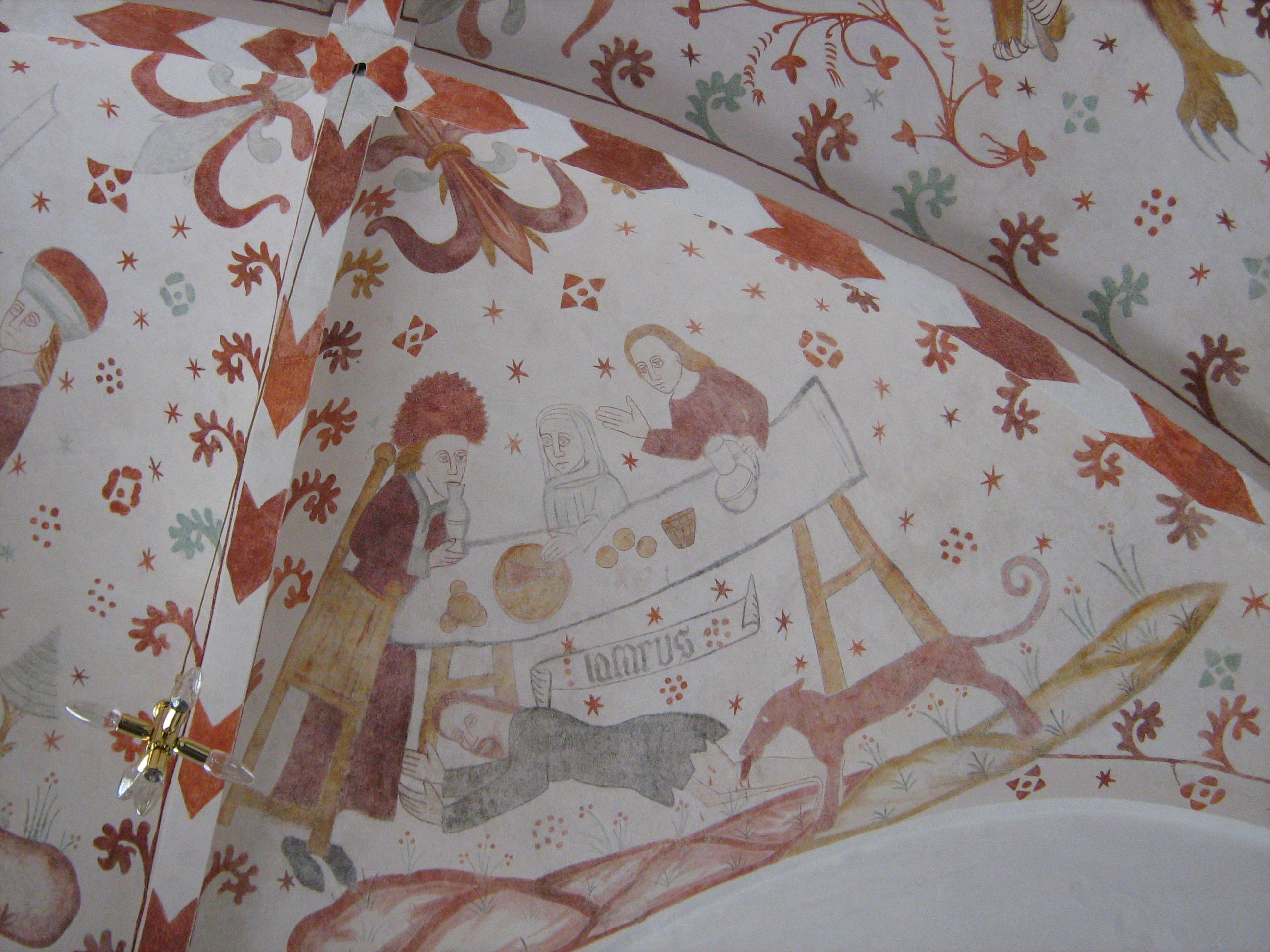
Der reiche Mann und der arme Lazarus
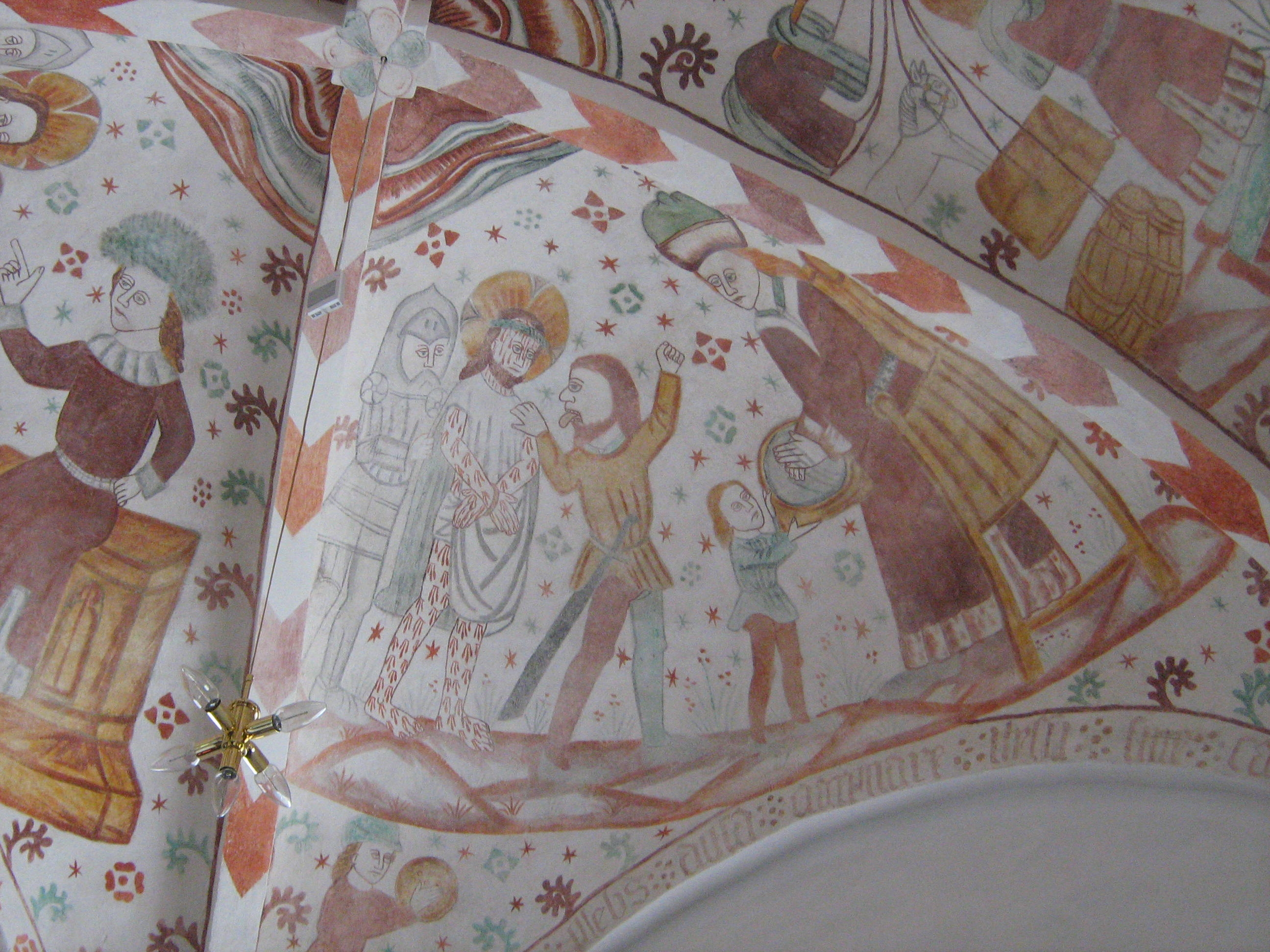
Jesus vor Pilatus
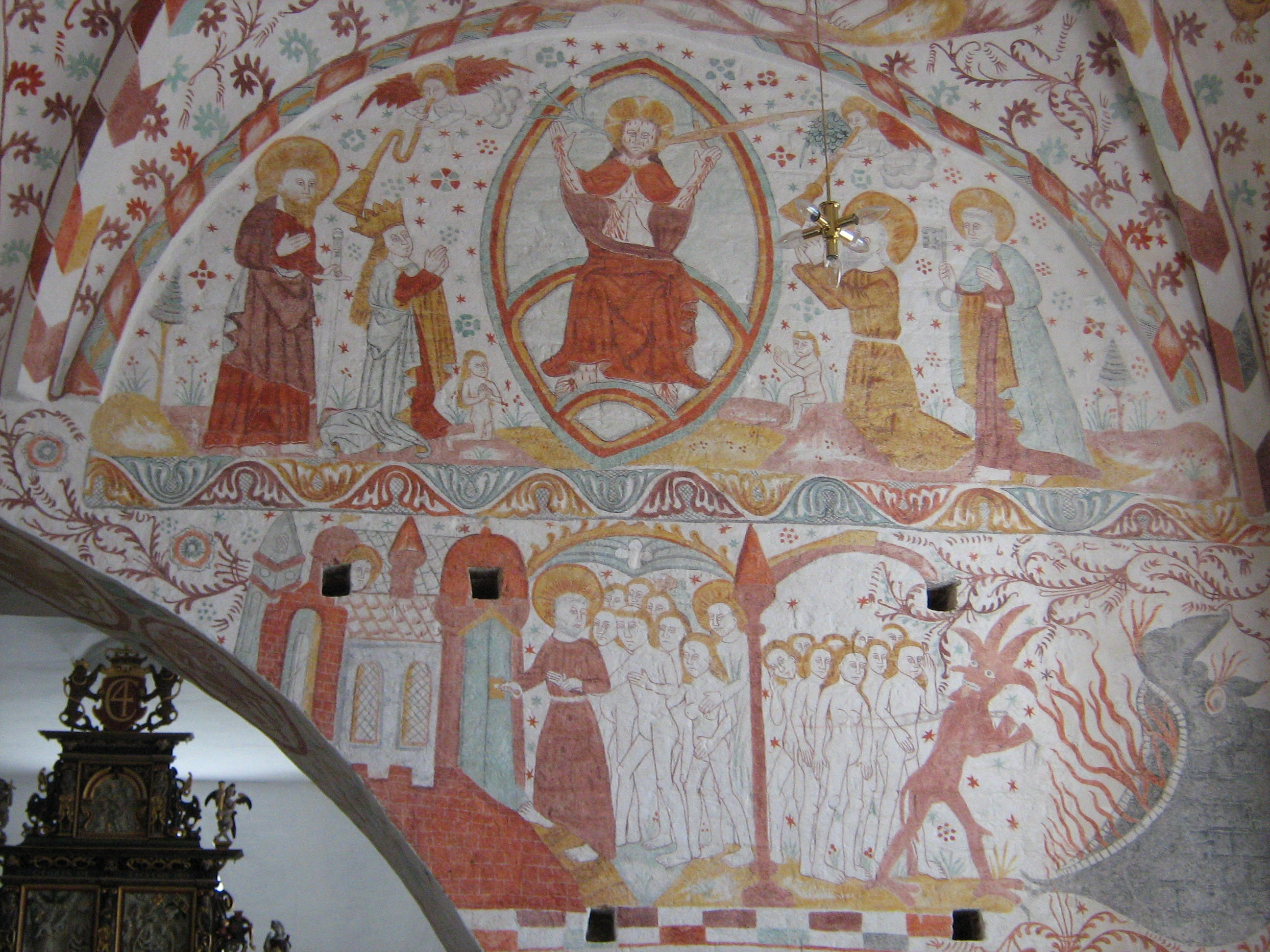
Das Jüngste Gericht